# Они (фильм, 2019)
«Они» (англ. Haunt; дословно — «Логово») — американский фильм ужасов в жанре слэшер, поставленный режиссёрами Скоттом Беком и Брайаном Вудсом, спродюсировавшими «Тихое место» и написавшими его сценарий. Фильм вышел в США в ограниченном числе кинотеатров 13 сентября 2019 года. В России фильм вышел 17 октября 2019 года.

## Сюжет
Город Карбондейл. Штат Иллинойс. В ночь на Хэллоуин группа из четырёх девушек: Харпер, Бэйли, Мэллори и Анджела, отправляются на вечеринку, где они встречают двух парней: Нейтана и Эвана. Позже группа студентов решает отправиться в «Дом страха». Всю ночь Харпер кажется, что их кто-то преследует. Вскоре группа приезжает в назначенное место. Но прежде чем войти, студенты должны подписать отказ от ответственности и сдать свои сотовые телефоны. После того как группа заходит в дом, они разделяются. Бэйли, Анджела и Нейтан натыкаются на аттракцион «Просунь руку». Однако, когда Бэйли просовывает руку в одно из отверстий, её режет опасной бритвой. Тем временем Харпер, Эван и Мэллори ползут через ряд туннелей. Последняя пропадает. Позже Харпер и Эван встречаются с остальными и вскоре обнаруживают, что заперты в комнате. Затем студенты видят, как исполнитель в маске Ведьмы, пробивает голову Мэллори раскалённой кочергой и исчезает.
Нейтан решает идти в другую комнату, чтобы найти выход. Там он встречает человека в маске Призрака, который представляется «Митчем». Они возвращаются в туннели, где «Митч» им говорит о том, что ребята должны пробираться через туннели по одному, иначе сработает напольный люк. Эван и «Митч» проходят первыми. Нейтан следует за ними, но обнаруживает, что выход заколочен. Между тем на девушек нападает исполнитель в маске Дьявола, которого Харпер видела ещё на вечеринке. Он протыкает голову Анджеле вилами, а раненая Бэйли успевает залезть в туннели. Харпер также успевает убежать в другую часть дома. Бэйли случайно активирует люк, сбрасывая Нейтана вниз. На Харпер нападет человек в маске Дьявола, но её спасает Нейтан. Тем временем Эван выбирается наружу и подвергается атаке «Митча», который убивает его молотком и распарывает тому лицо.
«Митч» возвращается в дом, где обнаруживает Нейтана, пытающегося связаться с парнем Харпер, Сэмом. Нейтану удаётся сообщить местоположение группы Сэму, прежде чем сбежать на крышу и выбраться из дома. Между тем Харпер попадает в комнату, очень похожую на её детскую. Она разгадывает головоломку, с помощью которой открывается дверь. Ей удаётся убить исполнителя в маске Дьявола выстрелом из ружья-ловушки. Затем Харпер встречает ещё одного человека — в маске Скелета. Она пронзает его вилами и обнаруживает, что под маской скрывалась Бэйли. Бэйли сообщает ей, что они идут за ней. В это же время Сэм приходит в «Дом страха». После чего его убивает исполнитель в маске Клоуна, размозжив голову кувалдой.
Нейтан возвращается назад для того, чтобы спасти Харпер, но на него нападает «Митч», а Харпер сражается с человеком с бензопилой в маске Зомби. Харпер побеждает нападавшего, ранив того выстрелом из ружья-ловушки, после чего помогает Нейтану, оглушив сзади «Митча». Затем они сталкиваются с исполнителем в маске Вампира. Он соглашается им помочь и говорит о том, что никого не убивал и даже ничего не знал о намерениях маньяков. Позже он становится ещё одной жертвой (его убивает выстрелом в голову из револьвера, который носил маску Зомби). Харпер наносит урон маньяку и вместе Нейтаном сбегает из дома, убив в процессе исполнителя в маске Ведьмы. У забора их настигает тот самый израненный человек, который носил маску Зомби. Нейтан идёт к нему навстречу, получает пулю в живот и наносит мощный удар битой по голове убийцы. В это же время исполнитель в маске Клоуна сжигает «Дом страха». Позже Харпер приходит в себя в больнице, где медсестра просит девушку записать её адрес на бланке.
Некоторое время спустя человек в маске Клоуна вторгается в дом Харпер и попадает в те же самые ловушки, в которые ранее попадала девушка в «Доме страха». Внезапно он видит Харпер, которая говорит: «Снимем с тебя маску» и убивает его выстрелом из дробовика.

## В ролях
| Актёр                | Роль       |
| -------------------- | ---------- |
| Кэти Стивенс         | Харпер     |
| Уилл Бриттейн        | Нейтан     |
| Лорин Алиса МакКлейн | Бэйли      |
| Эндрю Колдуэлл       | Эван       |
| Шази Раджа           | Анджела    |
| Шулер Хелфорд        | Мэллори    |
| Чейни Морроу         | Привидение |
| Джастин Марксен      | Клоун      |
| Дэмиэн Маффей        | Дьявол     |
| Сэмюэл К. Хант       | Сэм        |

## Съёмки фильма
Основные съёмки фильма начались в октябре 2017 года в Ковингтоне, штат Кентукки. Производство фильма завершилось в ноябре 2017 года.

## Релиз
Мировая премьера фильма состоялась на фестивале Popcorn Frights Film 8 августа 2019 года в Форт-Лодердейле, штат Флорида, а международная премьера состоялась на FrightFest в Лондоне, Англия, 23 августа 2019 года.